# Giuliano Musiello
Giuliano Musiello, né le 11 janvier 1954 à Torviscosa (Frioul-Vénétie Julienne) et mort le 23 janvier 2024 à Saluces (Piémont), est un joueur de football italien, qui joue au poste d’attaquant entre 1970 à 1987.
Son frère aîné, Mario Musiello, est également footballeur professionnel. Pour les différencier, Giuliano est appelé Musiello II.

## Biographie
Attaquant doté d'une grande puissance physique et d'un très bon jeu aérien, il commence sa carrière en Serie C avec le club du SPAL, lancé en équipe première selon les souhaits du président Paolo Mazza. 
Il rejoint ensuite le club de l'Atalanta qui le fait débuter en Serie A le 12 novembre 1972. Il attire ensuite l'attention du club de la Juventus, qui le fait seulement jouer en coupe (y disputant son premier match avec les bianconeri le 7 novembre 1973 lors d'un 1-0 sur Foggia). Il retourne ensuite à l'Atalanta en Serie B, puis signe ensuite en faveur de l'US Avellino, où il inscrit en tout 18 buts, terminant capocanniere du championnat. 
Il rejoint par la suite la capitale avec le club de la Roma, avec qui il dispute deux saisons, avant de rejoindre le Genoa, l'Hellas Vérone (prêté en octobre 78) et l'US Foggia (tous en Serie B), avant de rejoindre Novare en Serie C2.
En 1978, il est cité dans la célèbre chanson italienne Nuntereggae più de Rino Gaetano, avec d'autres joueurs de l'époque comme Causio, Tardelli, Antognoni et Zaccarelli.
Au total, il dispute 100 matchs et inscrit 15 buts en Serie A, ainsi que 130 matchs pour 32 buts en Serie B.

## Palmarès
Genoa
- Serie B :
  - Meilleur buteur : 1975-76 (19 buts).